# Piedone Afrikában
A Piedone Afrikában (eredeti cím: Piedone L'Africano) 1978-ban bemutatott olasz–német akcióvígjáték, amely a Piedone-tetralógia harmadik része. A film főszereplője Bud Spencer, aki harmadik alkalommal játssza el Piedonét, a nápolyi nyomozót. Az élőszereplős játékfilm rendezője Steno, producere Sergio Bonotti. A forgatókönyvet Adriano Bolzoni, Rainer Brandt, Giovanni Simonelli és Franco Verucci írta, a zenéjét Guido és Maurizio de Angelis szerezte. A mozifilm a Laser Films és a Rialto Film gyártásában készült, a Titanus forgalmazásában jelent meg. 
Olaszországban 1978. március 22-én mutatták be a mozikban. Magyarországon viszonylag kis késéssel bemutatták, a mozikban feliratos változatban vetítették. A magyar változattal 1999. november 13-án a TV2-n vetítették le a televízióban. Az MTV1 csatorna 1980. december 25-én sugározta a filmet, de feliratosan.
Az egyik jelenetben arról kérdezik Piedonét, hogy olasz-e, mire Piedone azt feleli: Nem, nápolyi vagyok. Bud Spencer a valóságban is nápolyinak tekinti magát és anyanyelvének a nápolyi nyelvet tartja, amelyről sokan azt gondolják, csak az olasz nyelv dialektusa.
Piedone Dél-Afrikába megy, hogy leleplezzen egy drogcsempész bandát. Közben gondoskodnia kell egy elárvult kisfiúról, aki mindig éhes.

## Cselekmény
Rizzo rendőrfőnök, ismertebb nevén Piedone (Bud Spencer) végzi a munkáját a kábítószer-kereskedők elleni küzdelemben az olaszországi Nápoly kikötőjében. A kikötőben találkozik Dimpóval, a Gyémántbányák Biztonsági Szolgálatának afrikai munkatársával, aki a nemzetközi kábítószer-kereskedelemről és annak a gyémántokhoz való kapcsolatáról akar neki információkat szolgáltatni. Mielőtt azonban sor kerülne a találkozóra, az informátort Rizzo szeme láttára lesből hátba lövik.
Rizzo csak azt az információt tudja meg tőle, hogy egyes dél-afrikai gyémántkereskedők kábítószer-kereskedelemmel is foglalkoznak. Rizzo azt is megtudja, hogy az informátornak van egy kisfia Johannesburgban. Rizzo ezután Dél-Afrikába repül.
Ott meglátogatja egykori asszisztensét, Caputót, aki most pincérként dolgozik egy Smollet nevű gazdag üzletember éttermében. Caputót Rizzo ráveszi, hogy újra dolgozzon neki. Végül Piedone megtalálja Bodót, az informátor árván maradt fiát, akinek nincsenek rokonai. Próbálkozásai, hogy a kisfiút Caputo gondjaira bízza, kudarcba fulladnak, mert Bodo egy percre sem tágít mellőle, és állandóan éhes, aminek érdekében arra is hajlandó, hogy elcsenjen egy-egy finom falatot.  
A nyomozás szálai egy gyémántbánya tulajdonosához vezetnek, aki orvvadászattal múlatja az időt. 
Piedone meghívást kap egy vadászatra, amelyet Smollet, annak az étteremnek a tulajdonosa szervez, ahol Caputo dolgozik. Útközben Rizzo több balesetet is elszenved egy gonosztevő banda tervei szerint (az autója fékjét elvágják, kígyót tesznek az autójába, csapdát állítanak neki, amiben egy leopárd vár rá), de a kis Bodónak köszönhetően ezeket sértetlenül megússza. 
A vadászaton, ahol Smollet a barátnőjével, Margie-val vesz részt, Rizzo találkozik egy Spiros nevű férfival, akiről úgy sejti, hogy az egyik kábítószer- és gyémántcsempész, de később kiderül, hogy ő is nyomozó. Rizzo ráveszi, hogy vezesse el őt a banda főnökéhez, akiről kiderül, hogy Smollet az. Ez utóbbi fogságba ejti Rizzót egy vadketrecben, de Bodo kiszabadítja. 
Rizzo rájön, hogy a csempészek a gyémántbányákból lopják a gyémántokat, a feketepiacon értékesítik őket, a kapott pénzen pedig kábítószert vásárolnak, amelyet elrejtenek az állatok szállítóládáinak ál-fenekébe. Ezután az állatokat a ketreceikkel együtt legálisan a világ minden táján lévő állatkertekhez szállítják, ahol az embereik kiveszik a kábítószeres csomagokat és értékesítik a feketepiacon.
Különösen a ragadozók ketreceit szeretik használni csempészés céljára, mert az ő esetükben feltételezik, hogy azokat senki sem fogja közelebbről átvizsgálni, továbbá a vadállatok szaga elnyomja az esetleges nyomozó kutyák szaglását.
Miután a bűnösöket (némi verekedés után) harcképtelenné teszik és elfogják, Piedone visszautazik.
Caputo úgy dönt, hogy visszatér a nápolyi rendőrséghez. Bodónak Dél-Afrikában kellett volna maradnia, de egy hajó potyautasaként szintén megérkezik Nápolyba. Ott Rizzo befogadja és magához veszi az árva fiút.

## Szereplők
| Szereplő                    | Színész          | Magyar hang    |
| --------------------------- | ---------------- | -------------- |
| Rizzo felügyelő / Piedone   | Bud Spencer      | Kránitz Lajos  |
| Bodo, árván maradt kisfiú   | Baldwyn Dakile   | Szalay Csongor |
| Caputo, Rizzo beosztottja   | Enzo Cannavale   | Forgács Gábor  |
| Spiros                      | Werner Pochat    | Csankó Zoltán  |
| Smollet                     | Joe Stewardson   | Fülöp Zsigmond |
| Margy Connors               | Dagmar Lassander | Sáfár Anikó    |
| Kapitány                    | Carel Trichardt  | Pálfai Péter   |
| Mr. Dimpo, Bodo apja        | Percy Hogan      | Németh Gábor   |
| Recepciós                   | Antonio Allocca  | Lázár Sándor   |
| Verőember a buszon          | Sergio Smacchi   | Lázár Sándor   |
| Verőember az éjjeli klubban | Claudio Ruffini  | Lázár Sándor   |
| Desmond felügyelő           | Desmond Thompson | Bognár Zsolt   |
| Vattacukorárus              | N/A              | Breyer Zoltán  |
| Spiros embere               | N/A              | Breyer Zoltán  |
| Nő az étteremben            | N/A              | Némedi Mari    |
| Turista a lovaskocsin       | N/A              | Vizy György    |
| Kígyót átadó néger          | N/A              | Vizy György    |

## Televíziós megjelenések
- feliratos: MTV-1
- magyar szinkronos: TV2, RTL Klub, Film+, Prizma TV / RTL+, Mozi+, Film+ 2, Super TV2, PRIME, Moziverzum, Duna

## Fordítás
- Ez a szócikk részben vagy egészben  a   Plattfuß in Afrika című német Wikipédia-szócikk fordításán alapul.  Az eredeti cikk szerkesztőit annak laptörténete sorolja fel. Ez a jelzés csupán a megfogalmazás eredetét és a szerzői jogokat jelzi, nem szolgál a cikkben szereplő információk forrásmegjelöléseként.
- Ez a szócikk részben vagy egészben  a   Piedone africanul című román Wikipédia-szócikk fordításán alapul.  Az eredeti cikk szerkesztőit annak laptörténete sorolja fel. Ez a jelzés csupán a megfogalmazás eredetét és a szerzői jogokat jelzi, nem szolgál a cikkben szereplő információk forrásmegjelöléseként.